# Arlene Golonka
Arlene Golonka (ur. 23 stycznia 1936 w Chicago, zm. 31 maja 2021 w West Hollywood) – amerykańska aktorka,  występowała w roli Millie Swanson w serialu komediowym The Andy Griffith Show i Mayberry R.F.D.. Golonka często wcielała się w role pełnych życia, ekscentrycznych blondynek, grając postacie drugoplanowe w teatrze, filmie i telewizji.

## Młodość
Była polskiego pochodzenia. Rozpoczęła aktorską karierę jako nastolatka, natomiast zawodowo zaczynała w trupie teatru letniego. Po studiach w renomowanym Goodman Theatre, przeniosła się do Nowego Jorku, gdzie uczyła się razem z Lee Strasbergiem, Sanfordem Meisnerem i Utą Hagen.

## Kariera
Była dożywotnią członkinią stowarzyszenia Actors Studio. Pierwszym jej poważnym występem był udział w produkcji The Night Circus (z Benem Gazzarą) w Shubert Theatre w New Haven, która miała miejsce w listopadzie 1958 roku. Miesiąc później przedstawienie przeniesiono na Broadway, jednak po siedmiu występach zaprzestano wystawiania sztuki.
Pomimo brak sukcesu, aktorka kontynuowała prace w spektaklach takich jak: Take Me Along (z Jackiem Gleasonem, Walterem Pidgeonem i Robertem Morse'em; 448 występów – 1959–1960), pierwszym broadwayowskim przedstawieniu Neila Simona – Come Blow Your Horn (677 występów – 1961–1962) oraz w Locie nad kukułczym gniazdem (z Kirkiem Douglasem; 1963–1964). W latach 1965–1966 pojawiła się jeszcze w dwóch innych sztukach na Broadwayu. W tamtym okresie aktorka brała również udział w filmach realizowanych w Nowym Jorku.
W 1965 roku wzięła udział w dobrze przyjętym nagraniu (tzw. comedy album) You Don’t Have to be Jewish. Kiedy rozpoczęto nagrania do sequela produkcji, When You’re in Love the Whole World is Jewish, Golonka była niedostępna, ale poleciła producentom współlokatorkę, początkującą aktorkę Valerie Harper, by wzięła udział w przesłuchaniach zamiast niej. W 1967 roku przeniosła się do Los Angeles by spróbować sił w telewizji, występując m.in. w: Get Smart, Ulice San Francisco, Mary Tyler Moore, M*A*S*H, All in the Family, Cannon, The Andy Griffith Show, The Rockford Files, Taxi, Napisała: Morderstwo, Diabli nadali oraz Matlock.
W kreskówce Szybki Buggy (1973) aktorka udzielała głosu postaci Debbie. Użyczała głosu także w innych produkcjach animowanych: Max i szczurza ferajna (1992) i Nowy Scooby Doo (1972–1973). Jako drugoplanowa aktorka wystąpiła w blisko 30 filmach, m.in. Penelopa (1966), Zajęte ciało (1967), Witajcie w Ciężkich Czasach (1967), Powieście go wysoko (1968), Port lotniczy ’77 (1977), Teściowie (1979) i Ostatnie małżeństwo w Ameryce (1980).